# 南蘭德爾鎮區 (堪薩斯州托馬斯縣)
南蘭德爾鎮區（英語：South Randall Township）為美國堪薩斯州托馬斯縣轄下的鎮區。2010年美国人口普查中該鎮區人口有236人。

## 地理
南蘭德爾鎮區涵蓋總面積為278.35平方（107.47平方英里），其中278.22平方（107.42平方英里）為陸地，0.12平方（0.046平方英里）或0.04%為水域。海拔高度930（3,050英尺）。

## 人口統計
根據2010年美國人口普查，南蘭德爾鎮區人口有236人，住房99戶，人口密度為0.85人/每平方公里。此鎮區居民之種族中，白人有232人，非裔美國人有0人，美洲原住民有0人，亞裔美國人有0人，太平洋島裔美國人有0人，其他種族有4人，混血種族則有0人。此外此鎮區有5人為西班牙裔或拉丁裔美國人。

## 交通

### 主要公路
- 70號州際公路
- 83號美國國道